# Justine Shapiro
Pour les articles homonymes, voir Shapiro.
Justine Shapiro née le 20 mars 1963 est une actrice, réalisatrice, scénariste, présentatrice et productrice américaine d'origine sud-africaine. Elle est parfois créditée sous le nom de Justine Arlin.
Elle est l'un des principales présentatrices de la série documentaire britannique Planète insolite. En 2001, elle co-réalise le film documentaire Promesses, nommé pour l'Oscar du meilleur film documentaire à la 74e cérémonie des Oscars et récompensé par deux News and Documentary Emmy Award en 2002.

## Biographie

### Jeunesse et éducation
Justine Shapiro nait en Afrique du Sud le 20 mars 1963 et déménage en 1970 à Berkeley, en Californie, où elle grandit,,.
Elle étudie d'histoire et le théâtre à l'Université Tufts de Boston. Dans l'épisode « City Guide : Venise » de Planète insolite, elle indique qu'elle est allée à l'Université Tufts avec l'acteur américain Oliver Platt, qui la reconnait dans la foule alors qu'elle couvre le Festival du film de Venise, où Oliver Platt assure la promotion du film Casanova[réf. souhaitée].
Elle déménage ensuite à Paris afin d'étudier le théâtre avec Philippe Gaulier.

### Vie personnelle
Dans l'épisode « Afrique du Sud 2 » de Planète insolite, Justine Shapiro et son co-animateur Sami Sabiti se rendent en Afrique du Sud. Pendant son séjour à Soweto, elle rend visite à la nounou qu'elle avait étant enfant.
Elle est l'une des survivantes de l'accident d'avion du vol 30H de World Airways à l'aéroport international Logan de Boston le 23 janvier 1982,.
Dans sa préparation à la visite du camp de concentration d'Auschwitz dans le cadre d'un épisode de Planète insolite, elle déclare : « Comme beaucoup de juifs américains, j'ai des racines polonaises. Et le camp de concentration d'Auschwitz était l'endroit où beaucoup de mes proches sont morts pendant la Seconde Guerre mondiale ».
Elle a été mariée avec le cinéaste mexicain Carlos Bolado, le couple ayant eu un enfant prénommé Mateo Bolado. Le couple a par la suite divorcé.
Justice Shapiro a voyagé dans plus de 40 pays, de l'Argentine au Viêt Nam et parle anglais, français et espagnol.

## Carrière à la télévision et au cinéma
Justine Shapiro commence sa carrière dans divers rôles au cinéma et à la télévision, parfois créditée sous le nom de Justine Arlin. Elle participe également à plusieurs documentaires, En parallèle, elle travaille également dans une école en tant que professeure d'« anglais comme langue étrangère » (ESL - English as a second language).
Entre 1994 et 2010, elle présente 45 épisodes, incluant des épisodes collectifs spéciaux, de la série documentaire britannique Planète insolite[réf. souhaitée].
En 2001, elle co-produit et co-réalise le film documentaire Promesses qui tente d'humaniser le conflit arabo-israélien en l'examinant dans un microcosme, à travers les yeux de sept enfants palestiniens et israéliens vivant dans ou à proximité de la ville divisée de Jérusalem. Ce film obtient de nombreux prix et nominations,,. Le documentaire est notamment nommé pour l'Oscar du meilleur film documentaire à la 74e cérémonie des Oscars et récompensé par deux News and Documentary Emmy Award en 2002.
En 2009, elle produit et réalise un long métrage documentaire intitulé Our Summer in Tehran dans lequel, accompagné par son fils alors âgé de 6 ans, elle part à la découverte de la vie quotidienne de trois familles iraniennes de la classe moyenne,.
En 2013, elle devient l'animatrice de l'émission Time Team America (en), diffusée sur la chaine de télévision publique PBS.

## Filmographie
Sauf indication contraire, les informations mentionnées dans cette section peuvent être confirmées par la base de données cinématographiques IMDb,  présente dans la section « Liens externes ».

### Comme présentatrice
- 1994-2010 : Planète insolite (Globe Trekker) (45 épisodes)
- 2012 : Historic Walks (2 épisodes)
- 2014 : Time Team America (en) (4 épisodes)

### Comme actrice
- 1988 : Floodtide (en) : American Girl (1 épisode)
- 1988 : Guillaume Tell :  Sonia Trent (1 épisode)
- 1992 : Storyville (en) : Melanie Fowler (1 épisode) (créditée en tant que Justine Arlin)
- 1993 : Seul dans la nuit (téléfilm) : Pattie Henderson (créditée en tant que Justine Arlin)
- 1993 : SeaQuest, police des mers : Cmdr. Williams (1 épisode) (créditée en tant que Justine Arlin)
- 1994 : La Petite Star : Studio Executive (créditée en tant que Justine Arlin)
- 1998 : Bajo California : El límite del tiempo : la voix de l'épouse
- 1998 : Sólo Dios sabe : l'épouse de Jonathan

### Comme réalisatrice
- 2001 : Promesses
- 2009 : Our Summer in Tehran

### Comme scénariste
- 1998 : Bajo California : El límite del tiempo
- 2001 : Promesses
- 2009 : Our Summer in Tehran

### Comme productrice
- 2001 : Promesses
- 2009 : Our Summer in Tehran

## Distinctions
Elle obtient 15 prix et 5 nominations pour le film documentaire Promesses, dont les suivants :

### Récompenses
- 2002 : News and Documentary Emmy Award (meilleurs programmes d'actualité et documentaires)[3]
  - News & Documentary Emmy Award « Outstanding Background/Analysis of a Single Current Story – Long Form » pour le film documentaire Promesses
  - News & Documentary Emmy Award du meilleur documentaire pour le film documentaire Promesses

### Nominations
- 2002 : 74e cérémonie des Oscars
  - Oscar du meilleur film documentaire pour le film documentaire Promesses[2]